# Historique du parcours européen de l'Union sportive arlequins perpignanais
Dernière mise à jour : 23 mai 2021.
Le parcours européen de l'Union sportive Arlequins perpignanais est l'histoire des participations du club, l'équipe de rugby à XV de Perpignan, en Coupe d'Europe et en Challenge européen depuis 1997.
Depuis 1997, l'USA Perpignan a disputé 12 fois la Coupe d'Europe et 10 fois le Challenge européen. La saison 2011-2012 correspond à la quinzième campagne européenne du club (la cinquième en Challenge européen ou Amlin Challenge Cup).

## Historique

### Challenge européen 1997-1998
Pour sa première campagne européenne, l'USA Perpignan est dans la poule 7.
Résultats de l'USA Perpignan
| Date              | Tour                  | Lieu                                 | Club               | Score   | Club               | # |
| ----------------- | --------------------- | ------------------------------------ | ------------------ | ------- | ------------------ | - |
| 7 septembre 1997  | Poule 7 - 1re journée | Stade Aimé-Giral, Perpignan          | USA Perpignan      | 21 - 9  | Edinburgh Rugby    | 1 |
| 14 septembre 1997 | Poule 7 - 2e journée  | Kingston Park, Newcastle             | Newcastle Falcons  | 60 - 3  | USA Perpignan      | 2 |
| 20 septembre 1997 | Poule 7 - 3e journée  | Parc des sports d'Aguiléra, Biarritz | Biarritz olympique | 18 - 6  | USA Perpignan      | 3 |
| 27 septembre 1997 | Poule 7 - 4e journée  | Stade Aimé-Giral, Perpignan          | USA Perpignan      | 13 - 27 | Newcastle Falcons  | 4 |
| 4 octobre 1997    | Poule 7 - 5e journée  | Stade Aimé-Giral, Perpignan          | USA Perpignan      | 40 - 6  | Biarritz olympique | 5 |
| 12 octobre 1997   | Poule 7 - 6e journée  | Goldenacre                           | Edinburgh Rugby    | 18 - 15 | USA Perpignan      | 6 |

Classement final de la poule 7
|   | Équipe             | Joués | V | N | D | EM | EE | PM  | PE  | Diff | Points |
| - | ------------------ | ----- | - | - | - | -- | -- | --- | --- | ---- | ------ |
| 1 | Newcastle Falcons  | 6     | 5 | 0 | 1 | 36 | 8  | 164 | 98  | +166 | 10     |
| 2 | Biarritz olympique | 6     | 3 | 0 | 3 | 10 | 17 | 123 | 153 | -30  | 6      |
| 3 | USA Perpignan      | 6     | 2 | 0 | 4 | 12 | 13 | 98  | 138 | -40  | 4      |
| 4 | Edinburgh Rugby    | 6     | 2 | 0 | 4 | 9  | 29 | 109 | 205 | -96  | 4      |

### Coupe d'Europe 1998-1999
Lors de cette campagne, l'USA Perpignan s'incline en demi-finale face à l'US Colomiers.
Résultats de l'USA Perpignan
| Date              | Tour                  | Lieu                      | Club            | Score   | Club            | #  |
| ----------------- | --------------------- | ------------------------- | --------------- | ------- | --------------- | -- |
| 19 septembre 1998 | Poule B - 1re journée | The Gnoll, Neath          | Neath RFC       | 33 - 51 | USA Perpignan   | 7  |
| 27 septembre 1998 | Poule B - 2e journée  | Aimé-Giral, Perpignan     | USA Perpignan   | 67 – 28 | Petrarca Padoue | 8  |
| 10 octobre 1998   | Poule B - 3e journée  | Aimé-Giral, Perpignan     | USA Perpignan   | 41 - 24 | Munster         | 9  |
| 17 octobre 1998   | Poule B - 4e journée  | Stadio Plebiscito, Padoue | Petrarca Padoue | 6 - 14  | USA Perpignan   | 10 |
| 31 octobre 1998   | Poule B - 5e journée  | Musgrave Park, Cork       | Munster         | 13 - 5  | USA Perpignan   | 11 |
| 8 novembre 1998   | Poule B - 6e journée  | Aimé-Giral, Perpignan     | USA Perpignan   | 60 - 24 | Neath RFC       | 12 |
| 12 décembre 1998  | Quart de finale       | Aimé-Giral, Perpignan     | USA Perpignan   | 34 - 17 | Llanelli RFC    | 13 |
| 19 janvier 1999   | Demi-finale           | Stadium, Toulouse         | US Colomiers    | 10 - 6  | USA Perpignan   | 14 |

Classement final de la poule B
|   | Équipe          | Joués | V | N | D | EM | EE | PM  | PE  | Diff | Points |
| - | --------------- | ----- | - | - | - | -- | -- | --- | --- | ---- | ------ |
| 1 | USA Perpignan   | 6     | 5 | 0 | 1 | 35 | 13 | 238 | 108 | +130 | 10     |
| 2 | Munster         | 6     | 4 | 1 | 1 | 17 | 13 | 144 | 108 | +36  | 9      |
| 3 | Neath RFC       | 6     | 1 | 1 | 4 | 14 | 27 | 118 | 194 | -76  | 3      |
| 4 | Petrarca Padoue | 6     | 1 | 0 | 5 | 8  | 21 | 79  | 169 | -90  | 2      |

### Challenge européen 1999-2000
Résultats de l'USA Perpignan
| Date             | Tour                  | Lieu                          | Club              | Score   | Club          | #  |
| ---------------- | --------------------- | ----------------------------- | ----------------- | ------- | ------------- | -- |
| 20 novembre 1999 | Poule 3 - 1re journée | Heywood Road, Sale            | Sale Sharks       | 16 - 28 | USA Perpignan | 15 |
| 27 novembre 1999 | Poule 3 - 2e journée  | Stade Aimé-Giral, Perpignan   | USA Perpignan     | 53 - 7  | Caerphilly    | 16 |
| 12 décembre 1999 | Poule 3 - 3e journée  | Stade Aimé-Giral, Perpignan   | USA Perpignan     | 18 - 13 | Pau           | 17 |
| 18 décembre 1999 | Poule 3 - 4e journée  | Stade du Hameau, Pau          | Pau               | 28 - 16 | USA Perpignan | 18 |
| 8 janvier 2000   | Poule 3 - 5e journée  | Virginia Park, Caerphilly     | Caerphilly        | 17 - 39 | USA Perpignan | 19 |
| 15 janvier 2000  | Poule 3 - 6e journée  | Stade Aimé-Giral, Perpignan   | USA Perpignan     | 46 - 23 | Sale Sharks   | 20 |
| 15 avril 2000    | Quart de finale       | Stade Pierre-Antoine, Castres | Castres olympique | 43 - 33 | USA Perpignan | 21 |

Classement final de la poule 3
|   | Équipe        | Joués | V | N | D | EM | EE | PM  | PE  | Diff | Points |
| - | ------------- | ----- | - | - | - | -- | -- | --- | --- | ---- | ------ |
| 1 | Pau           | 6     | 5 | 0 | 1 | 32 | 9  | 229 | 114 | +115 | 10     |
| 2 | USA Perpignan | 6     | 5 | 0 | 1 | 24 | 9  | 200 | 104 | +96  | 10     |
| 3 | Sale Sharks   | 6     | 2 | 0 | 4 | 17 | 24 | 168 | 181 | -13  | 4      |
| 4 | Caerphilly    | 6     | 0 | 0 | 6 | 8  | 39 | 81  | 279 | -198 | 0      |

Pau finit premier devant l'USA Perpignan au bénéfice des d'essais marqués dans les confrontations directes.

### Challenge européen 2000-2001
Résultats de l'USA Perpignan
| Date            | Tour                  | Lieu                                     | Club             | Score   | Club             | #  |
| --------------- | --------------------- | ---------------------------------------- | ---------------- | ------- | ---------------- | -- |
| 7 octobre 2000  | Poule 3 - 1re journée | Brewery Field, Bridgend                  | Bridgend         | 22 - 26 | USA Perpignan    | 22 |
| 14 octobre 2000 | Poule 3 - 2e journée  | Stade Aimé-Giral, Perpignan              | USA Perpignan    | 19 - 20 | Rotherham Titans | 23 |
| 21 octobre 2000 | Poule 3 - 3e journée  | Stade Lesdiguières, Grenoble             | FC Grenoble      | 25 - 16 | USA Perpignan    | 24 |
| 28 octobre 2000 | Poule 3 - 4e journée  | Stade Aimé-Giral, Perpignan              | USA Perpignan    | 48 - 10 | FC Grenoble      | 25 |
| 13 janvier 2001 | Poule 3 - 5e journée  | Stade Aimé-Giral, Perpignan              | USA Perpignan    | 48 - 6  | Bridgend         | 26 |
| 20 janvier 2001 | Poule 3 - 6e journée  | Clifton Sports Ground, Rotherham         | Rotherham Titans | 22 - 30 | USA Perpignan    | 27 |
| 27 janvier 2001 | Quart de finale       | Parc des sports et de l'amitié, Narbonne | RC Narbonne      | 34 - 24 | USA Perpignan    | 28 |

Classement final de la poule 3
|   | Équipe           | Joués | V | N | D | EM | EE | PM  | PE  | Diff | Points |
| - | ---------------- | ----- | - | - | - | -- | -- | --- | --- | ---- | ------ |
| 1 | USA Perpignan    | 6     | 4 | 0 | 2 | 20 | 9  | 187 | 105 | +82  | 8      |
| 2 | Rotherham Titans | 6     | 4 | 0 | 2 | 13 | 19 | 122 | 136 | -14  | 8      |
| 3 | Bridgend         | 6     | 2 | 0 | 4 | 15 | 16 | 144 | 166 | -22  | 4      |
| 4 | FC Grenoble      | 6     | 2 | 0 | 4 | 12 | 16 | 120 | 166 | -46  | 4      |

USA Perpignan et Bridgend finissent devant Rotherham Titans et FC Grenoble au bénéfice des d'essais marqués dans leurs confrontations directes.

### Coupe d'Europe 2001-2002
Résultats de l'USA Perpignan
| Date              | Tour                  | Lieu                    | Club             | Score   | Club             | #  |
| ----------------- | --------------------- | ----------------------- | ---------------- | ------- | ---------------- | -- |
| 29 septembre 2001 | Poule 1 - 1re journée | Aimé-Giral, Perpignan   | USA Perpignan    | 56 - 3  | Rugby Calvisano  | 29 |
| 5 octobre 2001    | Poule 1 - 2e journée  | Stradey Park, Llanelli  | Llanelli RFC     | 20 - 6  | USA Perpignan    | 30 |
| 27 octobre 2001   | Poule 1 - 3e journée  | Aimé-Giral, Perpignan   | USA Perpignan    | 30 - 31 | Leicester Tigers | 31 |
| 3 novembre 2001   | Poule 1 - 4e journée  | Welford Road, Leicester | Leicester Tigers | 54 - 15 | USA Perpignan    | 32 |
| 4 janvier 2002    | Poule 1 - 5e journée  | Aimé-Giral, Perpignan   | USA Perpignan    | 42 - 10 | Llanelli RFC     | 33 |
| 12 janvier 2002   | Poule 1 - 6e journée  | San Michele, Calvisano  | Rugby Calvisano  | 18 - 33 | USA Perpignan    | 34 |

Classement final de la poule 1
|   | Équipe           | Joués | V | N | D | EM | EE | PM  | PE  | Diff | Points |
| - | ---------------- | ----- | - | - | - | -- | -- | --- | --- | ---- | ------ |
| 1 | Leicester Tigers | 6     | 5 | 0 | 1 | 17 | 3  | 175 | 88  | +87  | 10     |
| 2 | Llanelli RFC     | 6     | 4 | 0 | 2 | 22 | 8  | 187 | 99  | +88  | 8      |
| 3 | USA Perpignan    | 6     | 3 | 0 | 3 | 19 | 11 | 182 | 136 | +46  | 6      |
| 4 | Rugby Calvisano  | 6     | 0 | 0 | 6 | 6  | 42 | 58  | 279 | -221 | 0      |

### Coupe d'Europe 2002-2003
Résultats de l'USA Perpignan
| Date             | Tour                  | Lieu                             | Club              | Score   | Club             | #  |
| ---------------- | --------------------- | -------------------------------- | ----------------- | ------- | ---------------- | -- |
| 12 octobre 2002  | Poule 2 - 1re journée | Aimé-Giral, Perpignan            | USA Perpignan     | 46 - 27 | Arix Viadana     | 35 |
| 19 octobre 2002  | Poule 2 - 2e journée  | Thomond Park, Limerick           | Munster           | 30 - 21 | USA Perpignan    | 36 |
| 8 décembre 2002  | Poule 2 - 3e journée  | Kingsholm, Gloucester            | Gloucester RFC    | 33 - 16 | USA Perpignan    | 37 |
| 14 décembre 2002 | Poule 2 - 4e journée  | Aimé-Giral, Perpignan            | USA Perpignan     | 31 - 23 | Gloucester RFC   | 38 |
| 11 janvier 2003  | Poule 2 - 5e journée  | Aimé-Giral, Perpignan            | USA Perpignan     | 23 - 8  | Munster          | 39 |
| 18 janvier 2003  | Poule 2 - 6e journée  | Stadio Luigi Zaffanella, Viadana | Arix Viadana      | 35 - 39 | USA Perpignan    | 40 |
| 13 avril 2003    | Quart de finale       | Stradey Park, Llanelli           | Llanelli Scarlets | 19 - 26 | USA Perpignan    | 41 |
| 27 avril 2003    | Demi-finale           | Lansdowne Road, Dublin           | Leinster          | 14 - 21 | USA Perpignan    | 42 |
| 24 mai 2003      | Finale                | Lansdowne Road, Dublin           | USA Perpignan     | 17 - 22 | Stade toulousain | 43 |

Classement final de la poule 2
|   | Équipe         | Joués | V | N | D | EM | EE | PM  | PE  | Diff | Points |
| - | -------------- | ----- | - | - | - | -- | -- | --- | --- | ---- | ------ |
| 1 | USA Perpignan  | 6     | 4 | 0 | 2 | 23 | 16 | 176 | 156 | +20  | 8      |
| 2 | Munster        | 6     | 4 | 0 | 2 | 27 | 14 | 206 | 107 | +99  | 8      |
| 3 | Gloucester RFC | 6     | 4 | 0 | 2 | 31 | 14 | 241 | 140 | +101 | 8      |
| 4 | Arix Viadana   | 6     | 0 | 0 | 6 | 15 | 52 | 128 | 348 | -220 | 0      |

### Coupe d'Europe 2003-2004
Résultats de l'USA Perpignan
| Date             | Tour                  | Lieu                     | Club            | Score   | Club            | #  |
| ---------------- | --------------------- | ------------------------ | --------------- | ------- | --------------- | -- |
| 7 décembre 2003  | Poule 6 - 1re journée | Adams Park, High Wycombe | London Wasps    | 28 - 7  | USA Perpignan   | 44 |
| 13 décembre 2003 | Poule 6 - 2e journée  | Aimé-Giral, Perpignan    | USA Perpignan   | 26 - 19 | Celtic Warriors | 45 |
| 10 janvier 2004  | Poule 6 - 3e journée  | Aimé-Giral, Perpignan    | USA Perpignan   | 48 - 7  | Rugby Calvisano | 46 |
| 17 janvier 2004  | Poule 6 - 4e journée  | San Michele, Calvisano   | Rugby Calvisano | 11 - 17 | USA Perpignan   | 47 |
| 23 janvier 2004  | Poule 6 - 5e journée  | Brewery Field, Bridgend  | Celtic Warriors | 16 - 15 | USA Perpignan   | 48 |
| 1er février 2004 | Poule 6 - 6e journée  | Aimé-Giral, Perpignan    | USA Perpignan   | 6 - 34  | London Wasps    | 49 |

Classement final de la poule 6
|   | Équipe          | Joués | V | N | D | EM | EE | BO | BD | PM  | PE  | Diff | Points |
| - | --------------- | ----- | - | - | - | -- | -- | -- | -- | --- | --- | ---- | ------ |
| 1 | London Wasps    | 6     | 5 | 0 | 1 | 22 | 8  | 3  | 1  | 186 | 85  | +101 | 24     |
| 2 | Celtic Warriors | 6     | 4 | 0 | 2 | 11 | 10 | 2  | 2  | 123 | 118 | +5   | 20     |
| 3 | USA Perpignan   | 6     | 3 | 0 | 3 | 13 | 11 | 2  | 1  | 119 | 115 | +4   | 15     |
| 4 | Rugby Calvisano | 6     | 0 | 0 | 6 | 13 | 30 | 1  | 2  | 115 | 225 | -110 | 3      |

### Coupe d'Europe 2004-2005
Résultats de l'USA Perpignan
| Date             | Tour                  | Lieu                     | Club              | Score   | Club              | #  |
| ---------------- | --------------------- | ------------------------ | ----------------- | ------- | ----------------- | -- |
| 22 octobre 2004  | Poule 5 - 1re journée | Aimé-Giral, Perpignan    | USA Perpignan     | 23 - 0  | Edinburgh         | 50 |
| 31 octobre 2004  | Poule 5 - 2e journée  | Kingston Park, Newcastle | Newcastle Falcons | 19 - 14 | USA Perpignan     | 51 |
| 4 décembre 2004  | Poule 5 - 3e journée  | Rodney Parade, Newport   | Dragons           | 27 - 14 | USA Perpignan     | 52 |
| 11 décembre 2004 | Poule 5 - 4e journée  | Aimé-Giral, Perpignan    | USA Perpignan     | 32 - 9  | Dragons           | 53 |
| 8 janvier 2005   | Poule 5 - 5e journée  | Aimé-Giral, Perpignan    | USA Perpignan     | 32 - 12 | Newcastle Falcons | 54 |
| 16 janvier 2005  | Poule 5 - 6e journée  | Murrayfield, Édimbourg   | Edinburgh         | 40 - 17 | USA Perpignan     | 55 |

Classement final de la poule 5
|   | Équipe            | Joués | V | N | D | EM | EE | BO | BD | PM  | PE  | Diff | Points |
| - | ----------------- | ----- | - | - | - | -- | -- | -- | -- | --- | --- | ---- | ------ |
| 1 | Newcastle Falcons | 6     | 5 | 0 | 1 | 10 | 11 | 1  | 0  | 113 | 104 | +9   | 21     |
| 2 | USA Perpignan     | 6     | 3 | 0 | 3 | 15 | 10 | 2  | 1  | 133 | 107 | +26  | 15     |
| 3 | Dragons           | 6     | 3 | 0 | 3 | 17 | 12 | 2  | 1  | 124 | 99  | +25  | 15     |
| 4 | Edinburgh         | 6     | 1 | 0 | 5 | 10 | 19 | 1  | 2  | 92  | 152 | -60  | 7      |

### Coupe d'Europe 2005-2006

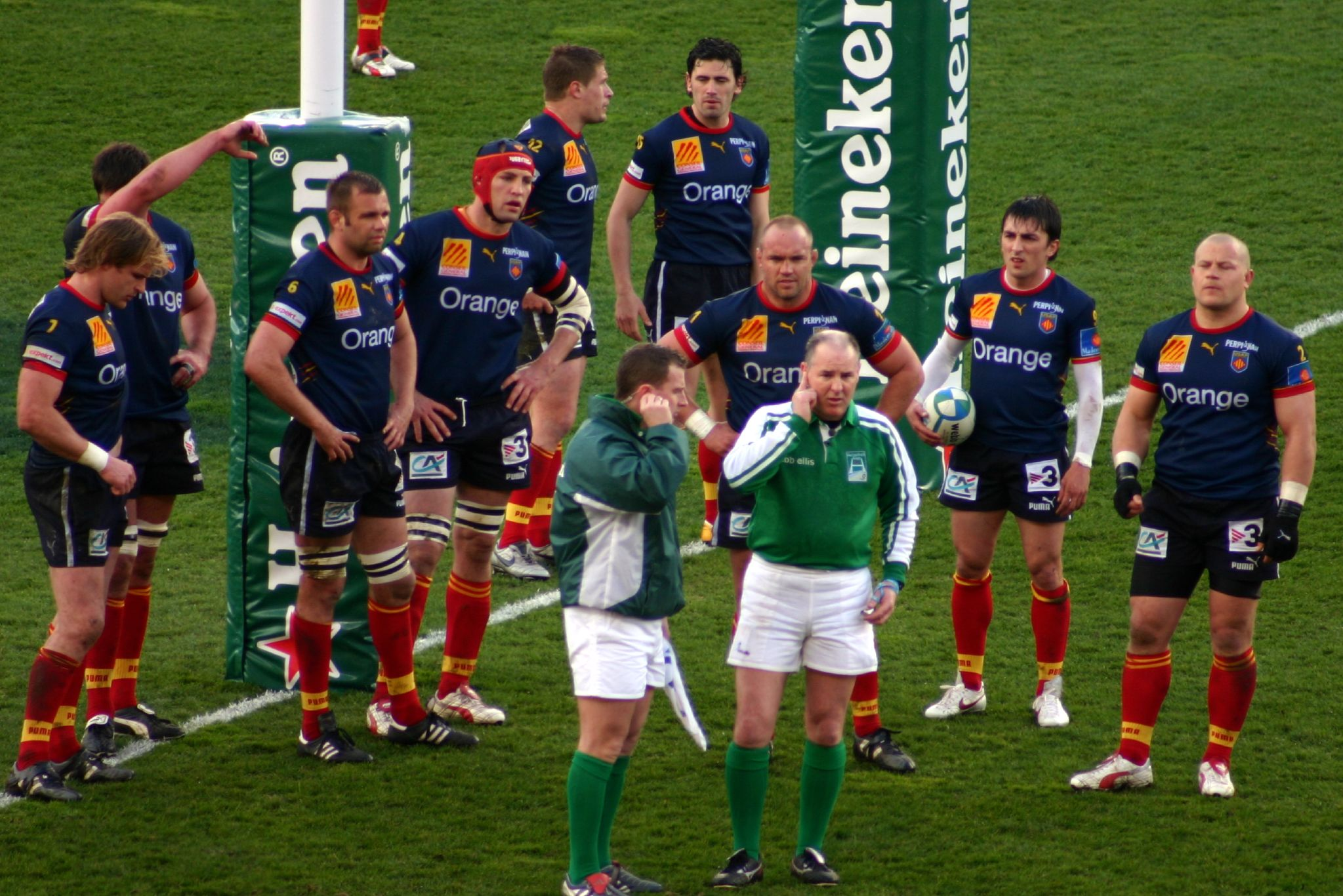
L'USAP lors de son quart de finale.

Résultats de l'USA Perpignan
| Date             | Tour                  | Lieu                   | Club           | Score   | Club           | #  |
| ---------------- | --------------------- | ---------------------- | -------------- | ------- | -------------- | -- |
| 22 octobre 2005  | Poule 2 - 1re journée | San Michele, Calvisano | Calvisano      | 6 - 25  | USA Perpignan  | 56 |
| 28 octobre 2005  | Poule 2 - 2e journée  | Aimé-Giral, Perpignan  | USA Perpignan  | 37 - 14 | Cardiff Blues  | 57 |
| 11 décembre 2005 | Poule 2 - 3e journée  | Headingley, Leeds      | Leeds Carnegie | 21 - 20 | USA Perpignan  | 58 |
| 17 décembre 2005 | Poule 2 - 4e journée  | Aimé-Giral, Perpignan  | USA Perpignan  | 12 - 8  | Leeds Carnegie | 59 |
| 14 janvier 2006  | Poule 2 - 5e journée  | Arms Park, Cardiff     | Cardiff Blues  | 3 - 21  | USA Perpignan  | 60 |
| 22 janvier 2006  | Poule 2 - 6e journée  | Aimé-Giral, Perpignan  | USA Perpignan  | 45 - 0  | Calvisano      | 61 |
| 1er avril 2006   | Quart de finale       | Lansdowne Road, Dublin | Munster        | 19 - 10 | USA Perpignan  | 62 |

Classement final de la poule 2
|   | Équipe         | Joués | V | N | D | EM | EE | BO | BD | PM  | PE  | Diff | Points |
| - | -------------- | ----- | - | - | - | -- | -- | -- | -- | --- | --- | ---- | ------ |
| 1 | USA Perpignan  | 6     | 5 | 0 | 1 | 20 | 5  | 2  | 1  | 160 | 52  | +108 | 23     |
| 2 | Leeds Carnegie | 6     | 4 | 0 | 2 | 19 | 9  | 3  | 1  | 143 | 91  | +52  | 20     |
| 3 | Cardiff Blues  | 6     | 3 | 0 | 3 | 16 | 18 | 3  | 0  | 128 | 145 | -17  | 15     |
| 4 | Calvisano      | 6     | 0 | 0 | 6 | 4  | 27 | 0  | 0  | 48  | 191 | -143 | 0      |

### Coupe d'Europe 2006-2007

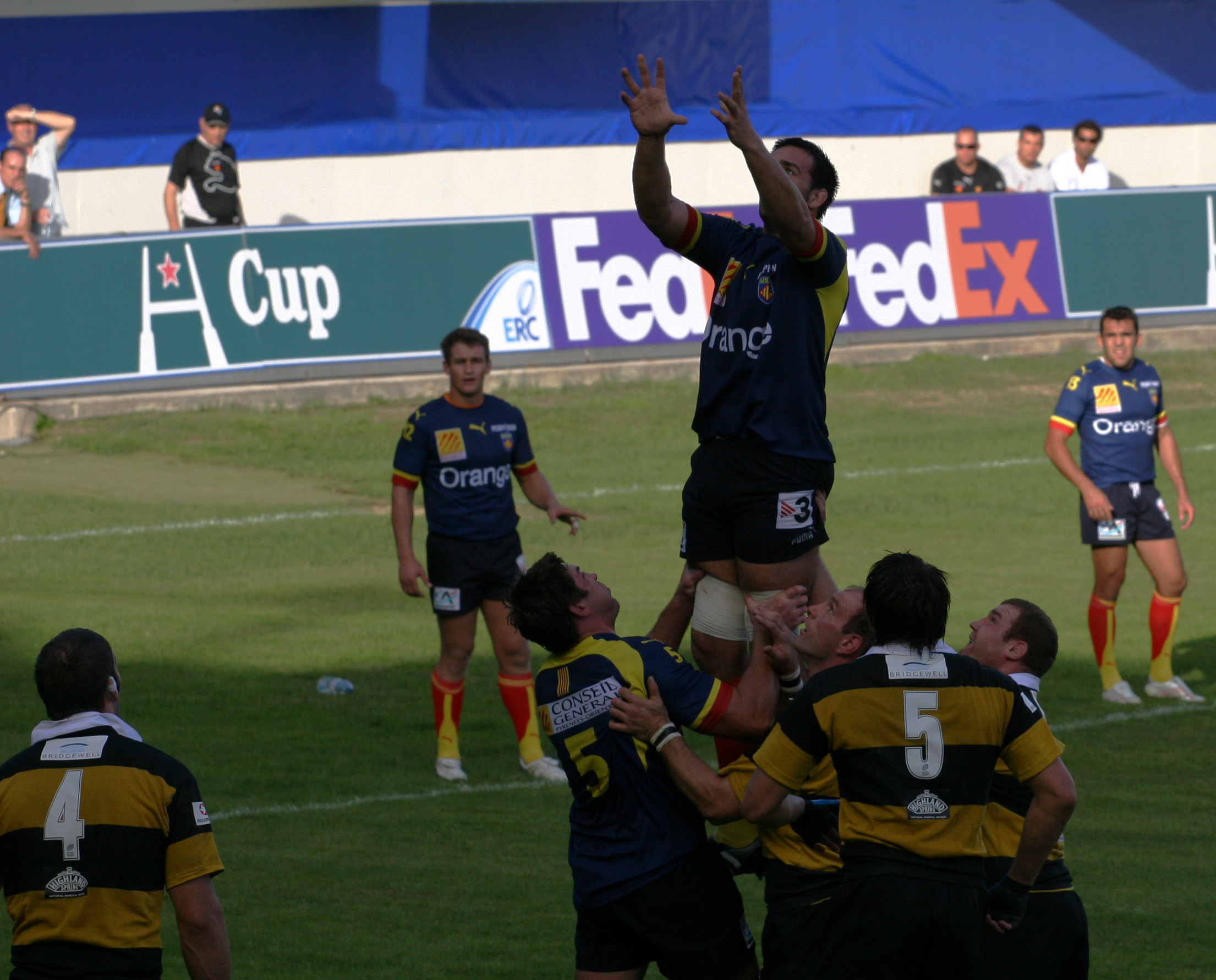
L'USAP face aux Wasps.

Résultats de l'USA Perpignan
| Date             | Tour                  | Lieu                     | Club              | Score   | Club              | #  |
| ---------------- | --------------------- | ------------------------ | ----------------- | ------- | ----------------- | -- |
| 21 octobre 2006  | Poule 1 - 1re journée | Di Monigo, Trévise       | Benetton Trévise  | 10 - 25 | USA Perpignan     | 63 |
| 28 octobre 2006  | Poule 1 - 2e journée  | Aimé-Giral, Perpignan    | USA Perpignan     | 19 - 12 | London Wasps      | 64 |
| 9 décembre 2006  | Poule 1 - 3e journée  | Pierre-Antoine, Castres  | Castres olympique | 36 - 28 | USA Perpignan     | 65 |
| 15 décembre 2006 | Poule 1 - 4e journée  | Aimé-Giral, Perpignan    | USA Perpignan     | 30 - 3  | Castres olympique | 66 |
| 13 janvier 2007  | Poule 1 - 5e journée  | Adams Park, High Wycombe | London Wasps      | 22 - 14 | USA Perpignan     | 67 |
| 20 janvier 2007  | Poule 1 - 6e journée  | Aimé-Giral, Perpignan    | USA Perpignan     | 45 - 25 | Benetton Trévise  | 68 |

Classement final de la poule 1
|   | Équipe            | Joués | V | N | D | EM | EE | BO | BD | PM  | PE  | Diff | Points |
| - | ----------------- | ----- | - | - | - | -- | -- | -- | -- | --- | --- | ---- | ------ |
| 1 | London Wasps      | 6     | 5 | 0 | 1 | 23 | 5  | 2  | 1  | 195 | 64  | +131 | 23     |
| 2 | USA Perpignan     | 6     | 4 | 0 | 2 | 19 | 9  | 2  | 0  | 161 | 108 | +53  | 18     |
| 3 | Castres olympique | 6     | 3 | 0 | 3 | 17 | 13 | 2  | 2  | 146 | 136 | +10  | 16     |
| 4 | Benetton Trévise  | 6     | 0 | 0 | 6 | 11 | 43 | 0  | 0  | 83  | 277 | -194 | 0      |

### Coupe d'Europe 2007-2008
Résultats de l'USA Perpignan
| Date             | Tour                  | Lieu                      | Club             | Score   | Club             | #  |
| ---------------- | --------------------- | ------------------------- | ---------------- | ------- | ---------------- | -- |
| 9 novembre 2007  | Poule 1 - 1re journée | Aimé-Giral, Perpignan     | USA Perpignan    | 23 - 19 | Dragons          | 69 |
| 17 novembre 2007 | Poule 1 - 2e journée  | Di Monigo, Trévise        | Benetton Trévise | 17 - 29 | USA Perpignan    | 70 |
| 9 décembre 2007  | Poule 1 - 3e journée  | Madejski Stadium, Londres | London Irish     | 21 -16  | USA Perpignan    | 71 |
| 15 décembre 2007 | Poule 1 - 4e journée  | Aimé-Giral, Perpignan     | USA Perpignan    | 23 - 6  | London Irish     | 72 |
| 12 janvier 2008  | Poule 1 - 5e journée  | Aimé-Giral, Perpignan     | USA Perpignan    | 55 - 13 | Benetton Trévise | 73 |
| 19 janvier 2008  | Poule 1 - 6e journée  | Rodney Parade, Newport    | Dragons          | 0 - 25  | USA Perpignan    | 74 |
| 5 avril 2008     | Quart de finale       | Madejski Stadium Reading  | London Irish     | 20 - 9  | USA Perpignan    | 75 |

Classement final de la poule 1
|   | Équipe           | Joués | V | N | D | EM | EE | BO | BD | PM  | PE  | Diff | Points |
| - | ---------------- | ----- | - | - | - | -- | -- | -- | -- | --- | --- | ---- | ------ |
| 1 | London Irish     | 6     | 5 | 0 | 1 | 25 | 10 | 4  | 0  | 182 | 100 | +82  | 24     |
| 2 | USA Perpignan    | 6     | 5 | 0 | 1 | 20 | 7  | 2  | 0  | 171 | 79  | +92  | 22     |
| 3 | Dragons          | 6     | 1 | 0 | 5 | 16 | 22 | 2  | 2  | 117 | 191 | -74  | 8      |
| 4 | Benetton Trévise | 6     | 1 | 0 | 5 | 8  | 30 | 0  | 1  | 107 | 207 | -100 | 5      |

### Coupe d'Europe 2008-2009
Résultats de l'USA Perpignan
| Date             | Tour                  | Lieu                     | Club             | Score   | Club             | #  |
| ---------------- | --------------------- | ------------------------ | ---------------- | ------- | ---------------- | -- |
| 10 octobre 2008  | Poule 3 - 1re journée | Aimé-Giral, Perpignan    | USA Perpignan    | 27 - 16 | Benetton Trévise | 76 |
| 18 octobre 2008  | Poule 3 - 2e journée  | Liberty Stadium, Swansea | Ospreys          | 15 - 9  | USA Perpignan    | 77 |
| 6 décembre 2008  | Poule 3 - 3e journée  | Welford Road, Leicester  | Leicester Tigers | 38 - 27 | USA Perpignan    | 78 |
| 14 décembre 2008 | Poule 3 - 4e journée  | Aimé-Giral, Perpignan    | USA Perpignan    | 26 - 20 | Leicester Tigers | 79 |
| 17 janvier 2009  | Poule 3 - 5e journée  | Aimé-Giral, Perpignan    | USA Perpignan    | 17 - 15 | Ospreys          | 80 |
| 24 janvier 2009  | Poule 3 - 6e journée  | Di Monigo, Trévise       | Benetton Trévise | 16 - 48 | USA Perpignan    | 81 |

Classement final de la poule 3
|   | Équipe           | Joués | V | N | D | EM | EE | BO | BD | PM  | PE  | Diff | Points |
| - | ---------------- | ----- | - | - | - | -- | -- | -- | -- | --- | --- | ---- | ------ |
| 1 | Leicester Tigers | 6     | 4 | 0 | 2 | 23 | 6  | 3  | 2  | 191 | 90  | +101 | 21     |
| 2 | Ospreys          | 6     | 4 | 0 | 2 | 17 | 3  | 2  | 2  | 155 | 71  | +84  | 20     |
| 3 | USA Perpignan    | 6     | 4 | 0 | 2 | 17 | 10 | 1  | 1  | 154 | 120 | +34  | 18     |
| 4 | Benetton Trévise | 6     | 0 | 0 | 6 | 5  | 43 | 0  | 0  | 72  | 291 | -219 | 0      |

### Coupe d'Europe 2009-2010
Résultats de l'USA Perpignan
| Date             | Tour                  | Lieu                               | Club               | Score   | Club               | #  |
| ---------------- | --------------------- | ---------------------------------- | ------------------ | ------- | ------------------ | -- |
| 10 octobre 2009  | Poule 1 - 1re journée | Stadio Comunale di Monigo, Trévise | Benetton Trévise   | 9 - 8   | USA Perpignan      | 82 |
| 16 octobre 2009  | Poule 1 - 2e journée  | Stade Aimé-Giral, Perpignan        | USA Perpignan      | 29 - 13 | Northampton Saints | 83 |
| 11 décembre 2009 | Poule 1 - 3e journée  | Thomond Park, Limerick             | Munster            | 24 - 23 | USA Perpignan      | 84 |
| 20 décembre 2009 | Poule 1 - 4e journée  | Stade Aimé-Giral, Perpignan        | USA Perpignan      | 14 - 37 | Munster            | 85 |
| 17 janvier 2010  | Poule 1 - 5e journée  | Franklin's Gardens, Northampton    | Northampton Saints | 34 - 0  | USA Perpignan      | 86 |
| 22 janvier 2010  | Poule 1 - 6e journée  | Stade Aimé-Giral, Perpignan        | USA Perpignan      | 34 - 6  | Benetton Trévise   | 87 |

Classement final de la poule 1
|   | Équipe             | Joués | V | N | D | EM | EE | BO | BD | PM  | PE  | Diff | Points |
| - | ------------------ | ----- | - | - | - | -- | -- | -- | -- | --- | --- | ---- | ------ |
| 1 | Munster            | 6     | 5 | 0 | 1 | 19 | 10 | 3  | 1  | 185 | 94  | +91  | 24     |
| 2 | Northampton Saints | 6     | 4 | 0 | 2 | 16 | 8  | 2  | 1  | 138 | 104 | +34  | 19     |
| 3 | USA Perpignan      | 6     | 2 | 0 | 4 | 12 | 10 | 1  | 2  | 108 | 123 | -34  | 11     |
| 4 | Benetton Trévise   | 6     | 1 | 0 | 5 | 7  | 26 | 0  | 1  | 68  | 178 | -110 | 5      |

### Coupe d'Europe 2010-2011

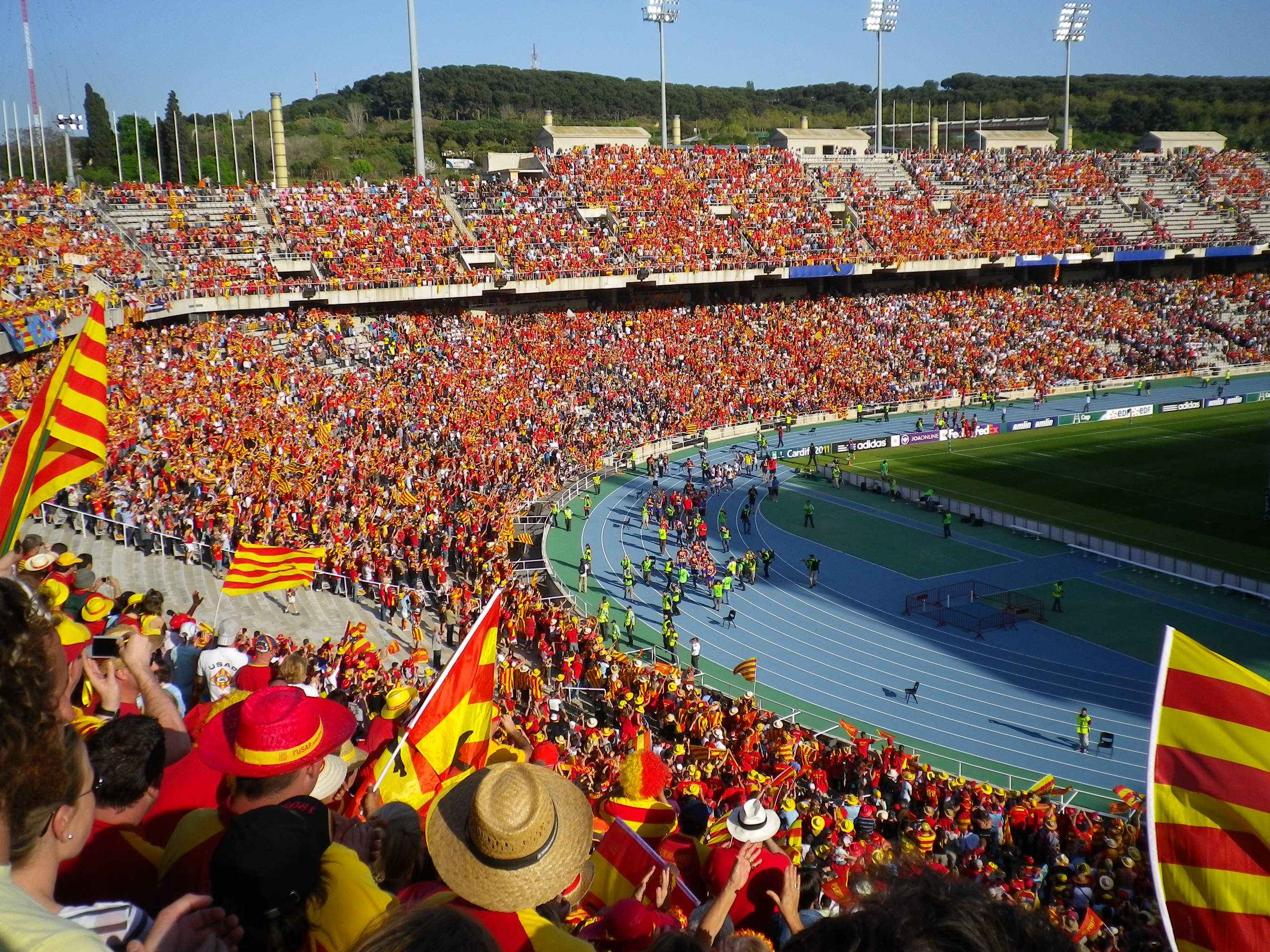
L'USAP après le quart de finale de H-Cup à Barcelone.

Résultats de l'USA Perpignan
| Date             | Tour                  | Lieu                               | Club               | Score   | Club              | #  |
| ---------------- | --------------------- | ---------------------------------- | ------------------ | ------- | ----------------- | -- |
| 9 octobre 2010   | Poule 5 - 1re journée | Parc y Scarlets, Llanelli          | Llanelli Scarlets  | 43 - 34 | USA Perpignan     | 88 |
| 17 octobre 2010  | Poule 5 - 2e journée  | Stade Aimé-Giral, Perpignan        | USA Perpignan      | 35 - 14 | Benetton Trévise  | 89 |
| 11 décembre 2010 | Poule 5 - 3e journée  | Stade Aimé-Giral, Perpignan        | USA Perpignan      | 24 - 19 | Leicester Tigers  | 90 |
| 19 décembre 2010 | Poule 5 - 4e journée  | Welford Road Stadium, Leicester    | Leicester Tigers   | 22 - 22 | USA Perpignan     | 91 |
| 14 janvier 2011  | Poule 5 - 5e journée  | Stadio Comunale di Monigo, Trévise | Benetton Trévise   | 9 - 44  | USA Perpignan     | 92 |
| 23 janvier 2011  | Poule 5 - 6e journée  | Stade Aimé-Giral, Perpignan        | USA Perpignan      | 37 - 5  | Llanelli Scarlets | 93 |
| 9 avril 2011     | Quart de finale       | Stade Lluís-Companys, Barcelone    | USA Perpignan      | 29 - 25 | RC Toulon         | 94 |
| 1er mai 2011     | Demi-finale           | Stadium mk, Milton Keynes          | Northampton Saints | 23 - 7  | USA Perpignan     | 95 |

 Classement final de la poule 5
|   | Équipe            | Joués | V | N | D | EM | EE | BO | BD | PM  | PE  | Diff | Points |
| - | ----------------- | ----- | - | - | - | -- | -- | -- | -- | --- | --- | ---- | ------ |
| 1 | USA Perpignan     | 6     | 4 | 1 | 1 | 23 | 9  | 4  | 0  | 196 | 112 | +84  | 22     |
| 2 | Leicester Tigers  | 6     | 4 | 1 | 1 | 25 | 10 | 3  | 1  | 215 | 118 | +97  | 22     |
| 3 | Llanelli Scarlets | 6     | 3 | 0 | 3 | 16 | 24 | 3  | 0  | 149 | 191 | -42  | 15     |
| 4 | Benetton Trévise  | 6     | 0 | 0 | 6 | 11 | 32 | 0  | 1  | 109 | 248 | -139 | 1      |

### Challenge européen 2011-2012
Résultats de l'USA Perpignan
| Date             | Tour                  | Lieu                        | Club                  | Score   | Club                  | #   |
| ---------------- | --------------------- | --------------------------- | --------------------- | ------- | --------------------- | --- |
| 11 novembre 2011 | Poule 4 - 1re journée | Stade Aimé-Giral, Perpignan | USA Perpignan         | 15 – 12 | Exeter Chiefs         | 96  |
| 17 novembre 2011 | Poule 4 - 2e journée  | Rodney Parade, Newport      | Newport Gwent Dragons | 23 – 13 | USA Perpignan         | 97  |
| 9 décembre 2011  | Poule 4 - 3e journée  | Stade Aimé-Giral, Perpignan | USA Perpignan         | 54 – 20 | Cavalieri Prato       | 98  |
| 17 décembre 2011 | Poule 4 - 4e journée  | Stadio Lungobisenzio, Prato | Cavalieri Prato       | 13 – 30 | USA Perpignan         | 99  |
| 14 janvier 2012  | Poule 4 - 5e journée  | Stade Aimé-Giral, Perpignan | USA Perpignan         | 27 – 13 | Newport Gwent Dragons | 100 |
| 21 janvier 2012  | Poule 4 - 6e journée  | Sandy Park, Exeter          | Exeter Chiefs         | 31 – 14 | USA Perpignan         | 101 |

Classement final de la poule 4
|   | Équipe                | Joués | V | N | D | EM | EE | BO | BD | PM  | PE  | Diff | Points |
| - | --------------------- | ----- | - | - | - | -- | -- | -- | -- | --- | --- | ---- | ------ |
| 1 | Exeter Chiefs         | 6     | 5 | 0 | 1 | 22 | 4  | 2  | 1  | 202 | 64  | +138 | 23     |
| 2 | USA Perpignan         | 6     | 4 | 0 | 2 | 17 | 9  | 2  | 0  | 153 | 112 | +41  | 18     |
| 3 | Newport Gwent Dragons | 6     | 3 | 0 | 3 | 16 | 7  | 2  | 1  | 139 | 100 | +39  | 15     |
| 4 | Cavalieri Prato       | 6     | 0 | 0 | 6 | 6  | 41 | 0  | 0  | 62  | 280 | -218 | 0      |

### Challenge européen 2012-2013
Résultats de l'USA Perpignan
| Date             | Tour                  | Lieu                           | Club               | Score   | Club               | #   |
| ---------------- | --------------------- | ------------------------------ | ------------------ | ------- | ------------------ | --- |
| 13 octobre 2012  | Poule 2 - 1re journée | Stade Mario-Battaglini, Rovigo | Femi-CZ VEA Rovigo | 12 - 79 | USA Perpignan      | 102 |
| 20 octobre 2012  | Poule 2 - 2e journée  | Stade Aimé Giral, Perpignan    | USA Perpignan      | 90 - 12 | Bizkaia Gernika RT | 103 |
| 6 décembre 2012  | Poule 2 - 3e journée  | Sixways Stadium, Worcester     | Worcester Warriors | 22 - 21 | USA Perpignan      | 104 |
| 15 décembre 2012 | Poule 2 - 4e journée  | Stade Aimé Giral, Perpignan    | USA Perpignan      | 13 - 6  | Worcester Warriors | 105 |
| 13 janvier 2013  | Poule 2 - 5e journée  | Stade Urbieta, Guernica        | Bizkaia Gernika RT | 15 - 50 | USA Perpignan      | 106 |
| 20 janvier 2013  | Poule 2 - 6e journée  | Stade Aimé Giral, Perpignan    | USA Perpignan      | 40 - 22 | Femi-CZ VEA Rovigo | 107 |
| 5 avril 2013     | Quart de finale       | Stade Aimé Giral, Perpignan    | USA Perpignan      | 30 - 19 | Stade toulousain   | 108 |
| 26 avril 2013    | Demi-Finale           | Stade Aimé Giral, Perpignan    | USA Perpignan      | 22 - 25 | Stade français     | 109 |

Classement de la poule 2
|   | Équipe             | Joués | V | N | D | EM | EE | BO | BD | PM  | PE  | Diff | Points |
| - | ------------------ | ----- | - | - | - | -- | -- | -- | -- | --- | --- | ---- | ------ |
| 1 | USA Perpignan      | 6     | 5 | 0 | 1 | 42 | 6  | 4  | 1  | 293 | 89  | +204 | 25     |
| 2 | Worcester Warriors | 6     | 5 | 0 | 1 | 51 | 7  | 4  | 1  | 354 | 78  | +276 | 25     |
| 3 | Bizkaia Gernika RT | 6     | 2 | 0 | 4 | 7  | 47 | 0  | 0  | 80  | 309 | -229 | 8      |
| 4 | Femi-CZ VEA Rovigo | 6     | 0 | 0 | 6 | 6  | 46 | 0  | 1  | 67  | 318 | -251 | 1      |

Note : A égalité de points avec Worcester, l'USAP est première à la différence de points sur les confrontations directes (34 à 28).

### Coupe d'Europe 2013-2014
Résultats de l'USA Perpignan
| Date             | Tour                  | Lieu                           | Club          | Score   | Club          | #   |
| ---------------- | --------------------- | ------------------------------ | ------------- | ------- | ------------- | --- |
| 12 octobre 2013  | Poule 6 - 1re journée | Kingsholm Stadium, Gloucester  | Gloucester    | 27 - 22 | USA Perpignan | 110 |
| 20 octobre 2013  | Poule 2 - 2e journée  | Stade Aimé Giral, Perpignan    | USA Perpignan | 31 - 14 | Édimbourg     | 111 |
| 8 décembre 2013  | Poule 2 - 3e journée  | Thomond Park, Limerick         | Munster       | 36 - 8  | USA Perpignan | 112 |
| 14 décembre 2013 | Poule 2 - 4e journée  | Stade Aimé Giral, Perpignan    | USA Perpignan | 17 - 18 | Munster       | 113 |
| 11 janvier 2014  | Poule 2 - 5e journée  | Murrayfield Stadium, Édimbourg | Édimbourg     | 27 – 16 | USA Perpignan | 114 |
| 19 janvier 2014  | Poule 2 - 6e journée  | Stade Aimé Giral, Perpignan    | USA Perpignan | 18 - 36 | Gloucester    | 115 |

Classement de la poule 6
|   | Équipe        | Joués | V | N | D | EM | EE | BO | BD | PM  | PE  | Diff | Points |
| - | ------------- | ----- | - | - | - | -- | -- | -- | -- | --- | --- | ---- | ------ |
| 1 | Munster       | 6     | 5 | 0 | 1 | 19 | 6  | 2  | 1  | 161 | 77  | +84  | 23     |
| 2 | Gloucester    | 6     | 3 | 0 | 3 | 13 | 10 | 1  | 1  | 113 | 114 | -1   | 14     |
| 3 | Édimbourg     | 6     | 3 | 0 | 3 | 10 | 17 | 0  | 0  | 104 | 141 | -37  | 12     |
| 4 | USA Perpignan | 6     | 1 | 0 | 5 | 10 | 19 | 1  | 2  | 112 | 158 | -46  | 7      |

### Challenge européen 2018-2019
| Date             | Tour                  | Lieu                          | Club                  | Score   | Club                  | #   |
| ---------------- | --------------------- | ----------------------------- | --------------------- | ------- | --------------------- | --- |
| 12 octobre 2018  | Poule 3 - 1re journée | Stade Aimé-Giral, Perpignan   | USA Perpignan         | 24 - 41 | Sale Sharks           | 116 |
| 20 octobre 2018  | Poule 3 - 2e journée  | Stade Chaban-Delmas, Bordeaux | Union Bordeaux Bègles | 25 - 25 | USA Perpignan         | 117 |
| 8 décembre 2018  | Poule 3 - 3e journée  | Galway Sportsground, Galway   | Connacht Rugby        | 22 - 10 | USA Perpignan         | 118 |
| 14 décembre 2018 | Poule 3 - 4e journée  | Stade Aimé-Giral, Perpignan   | USA Perpignan         | 21 - 36 | Connacht Rugby        | 119 |
| 11 janvier 2019  | Poule 3 - 5e journée  | Stade Aimé-Giral, Perpignan   | USA Perpignan         | 27 - 34 | Union Bordeaux Bègles | 120 |
| 19 janvier 2019  | Poule 3 - 6e journée  | AJ Bell Stadium, Eccles       | Sale Sharks           | 39 - 10 | USA Perpignan         | 121 |

| Rang | Équipe                | J | V | N | D | Em | Ee | Bo | Bd | Pm  | Pe  | Diff | Pts |
| ---- | --------------------- | - | - | - | - | -- | -- | -- | -- | --- | --- | ---- | --- |
| 1    | Sale Sharks           | 6 | 4 | 0 | 2 | 27 | 12 | 4  | 2  | 196 | 108 | +88  | 22  |
| 2    | Connacht              | 6 | 5 | 0 | 1 | 19 | 14 | 2  | 0  | 146 | 120 | +26  | 22  |
| 3    | Union Bordeaux Bègles | 6 | 2 | 1 | 3 | 17 | 23 | 1  | 1  | 137 | 171 | -34  | 12  |
| 4    | USA Perpignan         | 6 | 0 | 1 | 5 | 13 | 27 | 0  | 1  | 117 | 197 | -80  | 3   |

### Challenge européen 2021-2022
| Date             | Tour                  | Lieu                      | Club             | Score   | Club          | #   |
| ---------------- | --------------------- | ------------------------- | ---------------- | ------- | ------------- | --- |
| 11 décembre 2021 | Poule B - 1er journée | Stade Aimé-Giral          | USA Perpignan    | 22 - 16 | Dragons RFC   | 122 |
| 15 janvier 2022  | Poule B - 2e journée  | Stade Aimé-Giral          | USA Perpignan    | 6 - 36  | Lyon OU       | 123 |
| 22 janvier 2022  | Poule B - 3e journée  | Kingsholm Stadium         | Gloucester Rugby | 68 - 19 | USA Perpignan | 124 |
| 9 avril 2022     | Poule B - 4e journée  | Stadio Comunale di Monigo | Benetton Trévise | 17 - 7  | USA Perpignan | 125 |

| Rang | Club             | J | V | N | D | Bo | Bd | Pm  | Pe  | Diff | Pts |
| ---- | ---------------- | - | - | - | - | -- | -- | --- | --- | ---- | --- |
| 1    | Lyon OU          | 4 | 4 | 0 | 0 | 2  | 0  | 122 | 57  | +65  | 18  |
| 2    | Gloucester Rugby | 4 | 3 | 0 | 1 | 3  | 1  | 161 | 84  | +77  | 16  |
| 3    | Benetton Trévise | 4 | 2 | 0 | 2 | 0  | 0  | 75  | 95  | -20  | 8   |
| 4    | USA Perpignan    | 4 | 1 | 0 | 3 | 0  | 0  | 54  | 138 | -84  | 4   |
| 5    | Dragons          | 4 | 0 | 0 | 4 | 0  | 2  | 74  | 112 | -38  | 2   |

### Challenge européen 2022-2023
| Date             | Tour                  | Lieu                | Club             | Score   | Club             | #   |
| ---------------- | --------------------- | ------------------- | ---------------- | ------- | ---------------- | --- |
| 9 décembre 2022  | Poule A - 1er journée | Stade Aimé-Giral    | USA Perpignan    | 5 - 19  | Bristol Bears    | 126 |
| 16 décembre 2022 | Poule A - 2e journée  | Murrayfield Stadium | Glasgow Warriors | 26 - 18 | USA Perpignan    | 127 |
| 14 janvier 2023  | Poule A - 3e journée  | Stade Aimé-Giral    | USA Perpignan    | 26 - 40 | Glasgow Warriors | 128 |
| 20 janvier 2023  | Poule A - 4e journée  | Ashton Gate Stadium | Bristol Bears    | 33 - 19 | USA Perpignan    | 129 |

| Rang | Club              | J | V | N | D | Bo | Bd | Pm  | Pe  | Diff | Pts  |
| ---- | ----------------- | - | - | - | - | -- | -- | --- | --- | ---- | ---- |
| 1    | RC Toulon         | 4 | 4 | 0 | 0 | 3  | 0  | 102 | 56  | +46  | 19   |
| 2    | Glasgow Warriors  | 4 | 3 | 1 | 0 | 2  | 0  | 107 | 82  | +25  | 16   |
| 3    | Cardiff Rugby     | 4 | 3 | 0 | 1 | 3  | 0  | 154 | 57  | +97  | 15   |
| 4    | Bristol Bears     | 4 | 4 | 0 | 0 | 3  | 0  | 121 | 54  | +67  | 14-5 |
| 5    | Connacht          | 4 | 3 | 0 | 1 | 2  | 0  | 135 | 72  | +63  | 14   |
| 6    | CA Brive          | 4 | 1 | 0 | 3 | 1  | 1  | 66  | 157 | -91  | 6    |
| 7    | Newcastle Falcons | 4 | 1 | 0 | 3 | 1  | 0  | 63  | 132 | -69  | 5    |
| 8    | Bath Rugby        | 4 | 0 | 1 | 3 | 0  | 1  | 68  | 105 | -37  | 3    |
| 9    | USA Perpignan     | 4 | 0 | 0 | 4 | 1  | 0  | 68  | 118 | -50  | 1    |
| 10   | Zebre Parma       | 4 | 0 | 0 | 4 | 0  | 1  | 56  | 107 | -51  | 1    |

### Challenge européen 2023-2024
| Date             | Tour                  | Lieu                      | Club             | Score   | Club              | #   |
| ---------------- | --------------------- | ------------------------- | ---------------- | ------- | ----------------- | --- |
| 10 décembre 2023 | Poule B - 1er journée | Stade Aimé-Giral          | USA Perpignan    | 12 - 28 | Lions             | 130 |
| 16 décembre 2023 | Poule B - 2e journée  | Stadio Comunale di Monigo | Benetton Trévise | 29 - 7  | USA Perpignan     | 131 |
| 12 janvier 2024  | Poule B - 3e journée  | Swansea.com Stadium       | Ospreys          | 25 - 3  | USA Perpignan     | 132 |
| 21 janvier 2024  | Poule B - 4e journée  | Stade Aimé-Giral          | USA Perpignan    | 23 - 32 | Newcastle Falcons | 133 |

| Rang | Club              | J | V | N | D | Bo | Bd | Pm  | Pe  | Diff | Pts |
| ---- | ----------------- | - | - | - | - | -- | -- | --- | --- | ---- | --- |
| 1    | Benetton Trévise  | 4 | 3 | 0 | 1 | 3  | 0  | 147 | 87  | +60  | 15  |
| 2    | Montpellier HR    | 4 | 3 | 0 | 1 | 2  | 0  | 94  | 54  | +40  | 14  |
| 3    | Ospreys           | 4 | 3 | 0 | 1 | 2  | 0  | 111 | 103 | +8   | 14  |
| 4    | Lions             | 4 | 2 | 0 | 2 | 2  | 0  | 94  | 76  | +18  | 10  |
| 5    | Newcastle Falcons | 4 | 1 | 0 | 3 | 0  | 1  | 82  | 139 | -57  | 5   |
| 6    | USA Perpignan     | 4 | 0 | 0 | 4 | 0  | 0  | 45  | 114 | -69  | 0   |

### Challenge européen 2024-2025
| Date             | Tour                  | Lieu                      | Club          | Score   | Club           | #   |
| ---------------- | --------------------- | ------------------------- | ------------- | ------- | -------------- | --- |
| 8 décembre 2024  | Poule A - 1er journée | NRCA Stadium              | USA Perpignan | 20 - 20 | Cheetahs       | 134 |
| 15 décembre 2024 | Poule A - 2e journée  | Stade Aimé-Giral          | USA Perpignan | 18 - 31 | Connacht Rugby | 135 |
| 11 janvier 2025  | Poule A - 3e journée  | Stade Aimé-Giral          | USA Perpignan | 23 - 20 | Cardiff Rugby  | 136 |
| 19 janvier 2025  | Poule A - 4e journée  | Stadium Sergio Lanfranchi | Zebre Parma   | 21 - 39 | USA Perpignan  | 137 |
| 5 avril 2025     | Huitième de finale    | Stade Aimé-Giral          | USA Perpignan | 18 - 24 | Racing 92      | 138 |

| Rang | Club          | J | V | N | D | Bo | Bd | Pm  | Pe  | Diff | Pts |
| ---- | ------------- | - | - | - | - | -- | -- | --- | --- | ---- | --- |
| 1    | Connacht      | 4 | 4 | 0 | 0 | 4  | 0  | 154 | 73  | +81  | 20  |
| 2    | Lyon OU       | 4 | 3 | 0 | 1 | 2  | 0  | 150 | 118 | +32  | 14  |
| 3    | USA Perpignan | 4 | 2 | 1 | 1 | 1  | 0  | 100 | 92  | +8   | 11  |
| 4    | Cardiff Rugby | 4 | 1 | 0 | 3 | 2  | 1  | 91  | 98  | -7   | 7   |
| 5    | Cheetahs      | 4 | 1 | 1 | 2 | 0  | 0  | 73  | 132 | -59  | 6   |
| 6    | Zebre Parma   | 4 | 0 | 0 | 4 | 0  | 2  | 70  | 125 | -55  | 2   |

## Bilan

### Meilleurs marqueurs d'essais
| Rang | Joueur                    | Poste                  | Période (matchs)              | Essais |
| ---- | ------------------------- | ---------------------- | ----------------------------- | ------ |
| 1    | Farid Sid                 | Ailier                 | 1997-2003 (20) 2008-2013 (23) | 17     |
| 2    | Adrien Planté             | Ailier                 | 2007-2013 (30)                | 15     |
| 3    | Christophe Manas          | Centre                 | 2002-2010 (43)                | 10     |
| 4    | Manny Edmonds             | Demi d'ouverture       | 2002-2006 (26) 2010-2011 (5)  | 9      |
| -    | Didier Plana              | Centre                 | 1997-2002 (29)                | 9      |
| 6    | Guilhem Guirado           | Talonneur              | 2006-2014 (41)                | 8      |
| 7    | Frédéric Cermeno          | Centre                 | 1998-2006 (37)                | 7      |
| -    | Pascal Bomati             | Ailier                 | 2002-2007 (26)                | 7      |
| -    | Nicolas Durand            | Demi d'ouverture       | 2004-2010 (33)                | 7      |
| -    | Jean-Philippe Grandclaude | Centre                 | 2004-2011 (29)                | 7      |
| -    | Ovidiu Tonita             | Troisième ligne centre | 2004-2012 (28)                | 7      |

### Meilleurs réalisateurs
| Rang | Joueur             | Poste            | Période (matchs)              | Points | Essais | Transf. | Pén. | Drops |
| ---- | ------------------ | ---------------- | ----------------------------- | ------ | ------ | ------- | ---- | ----- |
| 1    | Benoît Bellot      | Demi d'ouverture | 1997-2003 (24)                | 237    | 6      | 42      | 35   | 6     |
| 2    | Manny Edmonds      | Demi d'ouverture | 2002-2006 (26) 2010-2011 (5)  | 202    | 9      | 23      | 32   | 5     |
| 3    | Jérôme Porical     | Arrière          | 2007-2012 (24)                | 189    | 6      | 30      | 33   | 0     |
| 4    | Nicolas Laharrague | Demi d'ouverture | 2002-2012 (33)                | 153    | 4      | 26      | 24   | 3     |
| 5    | James Hook         | Demi d'ouverture | 2011-2014 (14)                | 130    | 3      | 14      | 27   | 2     |
| 6    | Thierry Lacroix    | Demi d'ouverture | 2000-2002 (8)                 | 93     | 1      | 5       | 25   | 1     |
| 7    | Farid Sid          | Ailier           | 1997-2003 (20) 2008-2013 (23) | 85     | 17     | 0       | 0    | 0     |
| 8    | Adrien Planté      | Ailier           | 2007-2013 (30)                | 75     | 15     | 0       | 0    | 0     |
| 9    | David Mélé         | Demi de mêlée    | 2006-2013 (29) 2018-2019 (4)  | 61     | 1      | 13      | 8    | 2     |
| 10   | Christophe Manas   | Centre           | 2002-2010 (43)                | 50     | 10     | 0       | 0    | 0     |

### Plus grands nombres de matchs joués
| Rang | Joueur                 | Poste                | Période             | Matchs |
| ---- | ---------------------- | -------------------- | ------------------- | ------ |
| 1    | Nicolas Mas            | Pilier               | 2000-2013           | 74     |
| 2    | David Marty            | Centre               | 2002-2014           | 54     |
| 3    | Bernard Goutta         | Troisième ligne aile | 2002-2014           | 51     |
| -    | Rimas Álvarez Kairelis | Deuxième ligne       | 2001-2011           | 51     |
| 5    | Olivier Olibeau        | Deuxième ligne       | 1997-2002 2006-2012 | 45     |
| 6    | Christophe Manas       | Centre               | 2002-2010           | 43     |
| -    | Farid Sid              | Ailier               | 1997-2003 2008-2013 | 43     |
| 8    | Grégory Le Corvec      | Troisième ligne aile | 2001-2012           | 41     |
| -    | Guilhem Guirado        | Talonneur            | 2006-2014           | 41     |
| -    | Perry Freshwater       | Pilier               | 2003-2012           | 41     |